# Powiat Shimotsuma
Powiat Shimotsuma (jap. 下妻郡 Shimotsuma-gun) – dawny powiat w Japonii, w prefekturze Fukuoka.

## Historia

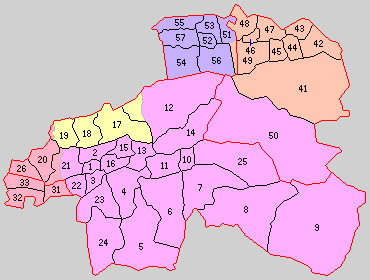
Powiat Shimotsuma (31–33 – 1896 r.)

W pierwszym roku okresu Meiji na terenie powiatu znajdowała się 36 wiosek.
Powiat został założony 1 listopada 1878 roku. 1 kwietnia 1889 roku powiat został podzielony na 3 wioski: Furukawa, Shimotsuma i Mizuta.
1 kwietnia 1896 roku powiat Shimotsuma został włączony w teren nowo powstałego powiatu Yame. W wyniku tych połączeń powiat został rozwiązany.